# Rhodanthemum × pseudoredieri
Rhodanthemum × pseudoredieri es una especie de planta floral del género Rhodanthemum, tribu Anthemideae, familia Asteraceae. Fue descrita científicamente por Flor.Wagner, Vogt & Oberpr.
Se distribuye por Marruecos.